# Allodecta maxillaris
Allodecta maxillaris là một loài nhện trong họ Salticidae.
Loài này thuộc chi Allodecta. Allodecta maxillaris được Elizabeth Bangs Bryant miêu tả năm 1950.